# Marina Damlaimcourt

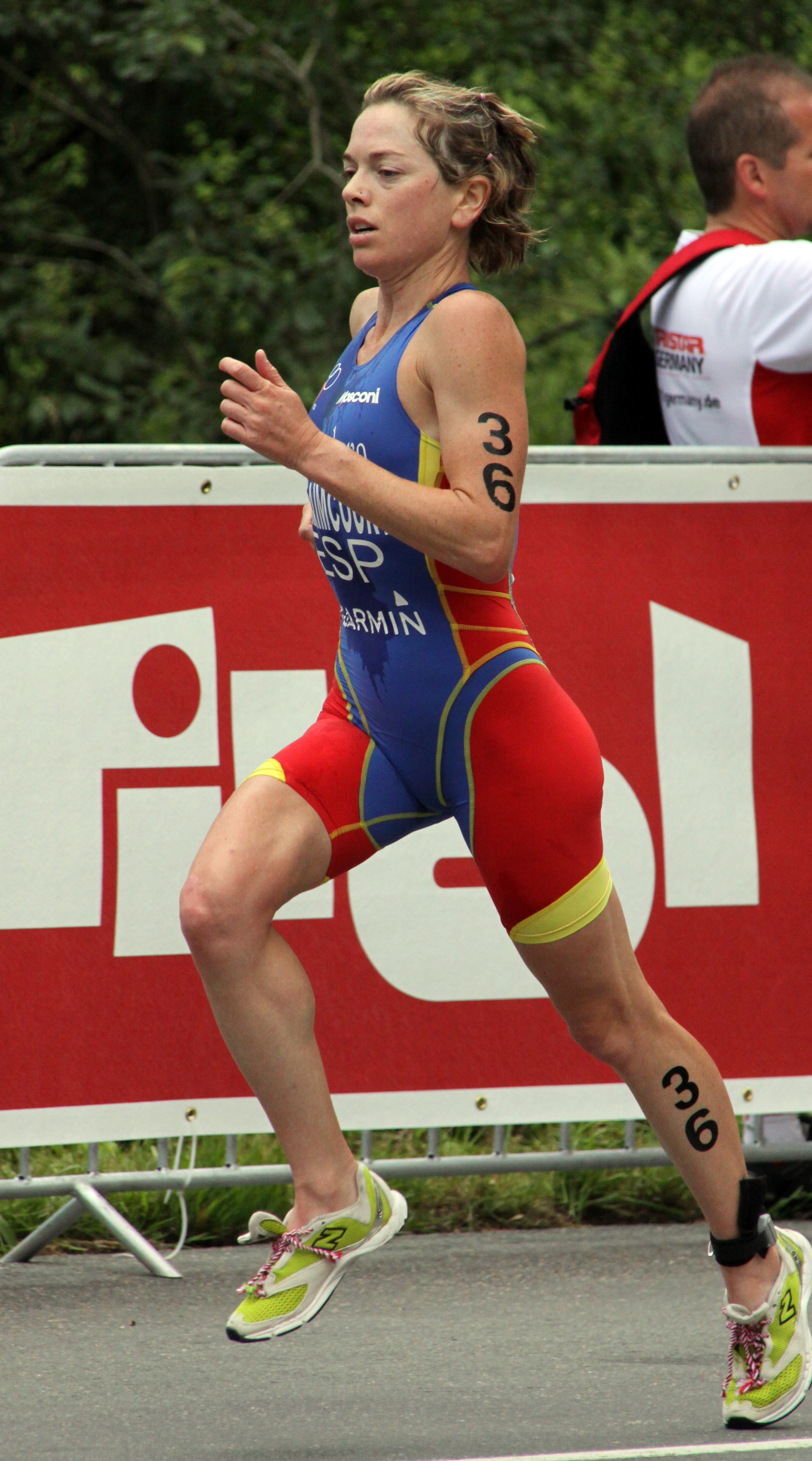
Marina Damlaimcourt beim Weltmeisterschaftsserien-Triathlon in Kitzbühel, 2010

Marina Damlaimcourt Uceda (* 15. Oktober 1979 in Madrid) ist eine spanische Profi-Triathletin, spanische Triathlonmeisterin des Jahres 2008, dreifache spanische Aquathlonmeisterin (2004, 2005, 2010) und Mitglied der Nationalmannschaft.

## Werdegang
Im offiziellen spanischen Elite-Ranking (DAR = Deportistas Alto Rendimiento FETRI 2010) wird Damlaimcourt an dritter Stelle geführt.
Sie gehört dem Triathlon-Hochleistungszentrum Centro Alto Rendimiento (CAR) in Madrid an.
In den acht Jahren von 2003 bis 2010 nahm Damlaimcourt an 46 ITU-Wettbewerben teil und erreichte zehn Top-Ten-Platzierungen. Ihr internationales Triathlon-Debüt im Jahr 2003 am Schliersee konnte sie mit einer Goldmedaille beenden.
2008 und 2009 bestritt Marina Damlaimcourt auch die französische Clubmeisterschaftsserie Lyonnaise des Eaux und vertrat dabei Poissy Triathlon: 2008 wurde sie in Paris (22. Juni), Beauvais (6. Juli) und beim Großen Finale in La Baule (21. September) 4., 9. und 11.; 2009 wurde sie in Beauvais (21. Juni) und Tours/Tourangeaux (19. Juli) 9. bzw. 11.
Im August 2012 startete sie bei den Olympischen Spielen in London, wo sie den 24. Rang belegte.
Damlaimcourt lebt heute in Galapagar, Madrid und tritt in Spanien für den Club Canal de Isabel II an.

## Sportliche Erfolge
| Datum/Jahr    | Rang | Wettbewerb                                          | Austragungsort | Zeit     | Bemerkung                                                                                            |
| ------------- | ---- | --------------------------------------------------- | -------------- | -------- | --- |
| 7. Aug. 2012  | 24   | Olympische Sommerspiele 2012                        | London         | 02:02:50 | |
| 5. Juli 2009  | DNF  | ETU European Triathlon Short Distance Championships | Rijssen-Holten | –        | |
| 23. Juni 2006 | 9    | ETU European Triathlon Short Distance Championships | Autun          |          | Europameisterschaft auf der olympischen Distanz (1,5 km Schwimmen, 40 km Radfahren und 10 km Laufen) |

(DNF – Did Not Finish)
ITU-Wettkämpfe

Wo nicht eigens angeführt, handelt es sich im Folgenden um Triathlon-Bewerbe und die Elite-Wertung. Die folgende Aufstellung beruht auf den offiziellen ITU-Ranglisten und der Athlete’s Profile Page.
| Datum         | Wettbewerb                                           | Ort          | Rang |
| ------------- | ---------------------------------------------------- | ------------ | ---- |
| 26. Juli 2003 | Europacup                                            | Schliersee   | 1    |
| 14. Sep. 2003 | Europacup                                            | Estoril      | 6    |
| 21. Sep. 2003 | Weltcup                                              | Madrid       | 30   |
| 19. Okt. 2003 | Weltcup                                              | Madeira      | 18   |
| 25. Okt. 2003 | Weltcup                                              | Athen        | 20   |
| 23. Nov. 2003 | Weltcup                                              | Geelong      | 22   |
| 4. Sep. 2004  | Weltcup                                              | Hamburg      | 9    |
| 19. Sep. 2004 | Weltcup                                              | Madrid       | DNF  |
| 16. Apr. 2005 | Weltcup                                              | Honolulu     | 28   |
| 24. Apr. 2005 | Weltcup                                              | Mazatlan     | DNF  |
| 5. Juni 2005  | Weltcup                                              | Madrid       | 21   |
| 31. Juli 2005 | Weltcup                                              | Salford      | 22   |
| 6. Aug. 2005  | Weltcup                                              | Hamburg      | 10   |
| 20. Aug. 2005 | Europameisterschaft                                  | Lausanne     | 22   |
| 23. Apr. 2006 | Europacup                                            | Estoril      | 5    |
| 4. Juni 2006  | BG-Weltcup                                           | Madrid       | 10   |
| 11. Juni 2006 | BG-Weltcup                                           | Richards Bay | 9    |
| 3. Juni 2007  | BG-Weltcup                                           | Madrid       | DNF  |
| 15. Sep. 2007 | BG-Weltcup                                           | Beijing      | 52   |
| 7. Okt. 2007  | BG-Weltcup                                           | Rhodes       | 37   |
| 4. Nov. 2007  | BG-Weltcup                                           | Cancun       | DNF  |
| 1. Dez. 2007  | BG-Weltcup                                           | Eilat        | 27   |
| 19. Apr. 2008 | Premium-Europacup                                    | Pontevedra   | DNF  |
| 4. Mai 2008   | BG-Weltcup                                           | Richards Bay | 15   |
| 10. Mai 2008  | Europameisterschaft                                  | Lissabon     | 21   |
| 25. Mai 2008  | BG-Weltcup                                           | Madrid       | 24   |
| 5. Juni 2008  | BG-Weltmeisterschaft                                 | Vancouver    | DNF  |
| 27. Sep. 2008 | BG-Weltcup                                           | Lorient      | 20   |
| 5. Apr. 2009  | Europacup                                            | Quarteira    | 5    |
| 17. Mai 2009  | Premium-Europacup                                    | Pontevedra   | DNF  |
| 31. Mai 2009  | Dextro-Energy-Weltmeisterschaftsserie                | Madrid       | 18   |
| 14. Juni 2009 | Europa-/Panamerikacup und Iberoamerika-Meisterschaft | Ferrol       | 2    |
| 11. Juli 2009 | Dextro-Energy-Weltmeisterschaftsserie                | Kitzbühel    | 15   |
| 25. Juli 2009 | Dextro-Energy-Weltmeisterschaftsserie                | Hamburg      | DNF  |
| 11. Apr. 2010 | Europacup                                            | Quarteira    | 11   |
| 17. Apr. 2010 | Europacup                                            | Antalya      | 10   |
| 5. Juni 2010  | Dextro-Energy-Weltmeisterschaftsserie                | Madrid       | 33   |
| 12. Juni 2010 | Elite Cup                                            | Hy-Vee       | 32   |
| 10. Juli 2010 | Weltcup                                              | Holten       | 19   |
| 17. Juli 2010 | Dextro-Energy-Weltmeisterschaftsserie                | Hamburg      | 34   |
| 24. Juli 2010 | Dextro-Energy-Weltmeisterschaftsserie                | London       | 32   |
| 8. Aug. 2010  | Weltcup                                              | Tiszaújváros | 12   |
| 14. Aug. 2010 | Dextro-Energy-Weltmeisterschaftsserie                | Kitzbühel    | 39   |
| 10. Okt. 2010 | Weltcup                                              | Huatulco     | 13   |

BG = der Sponsor British Gas · DNF = Did Not Finish